# Sorrento Valley (San Diego)

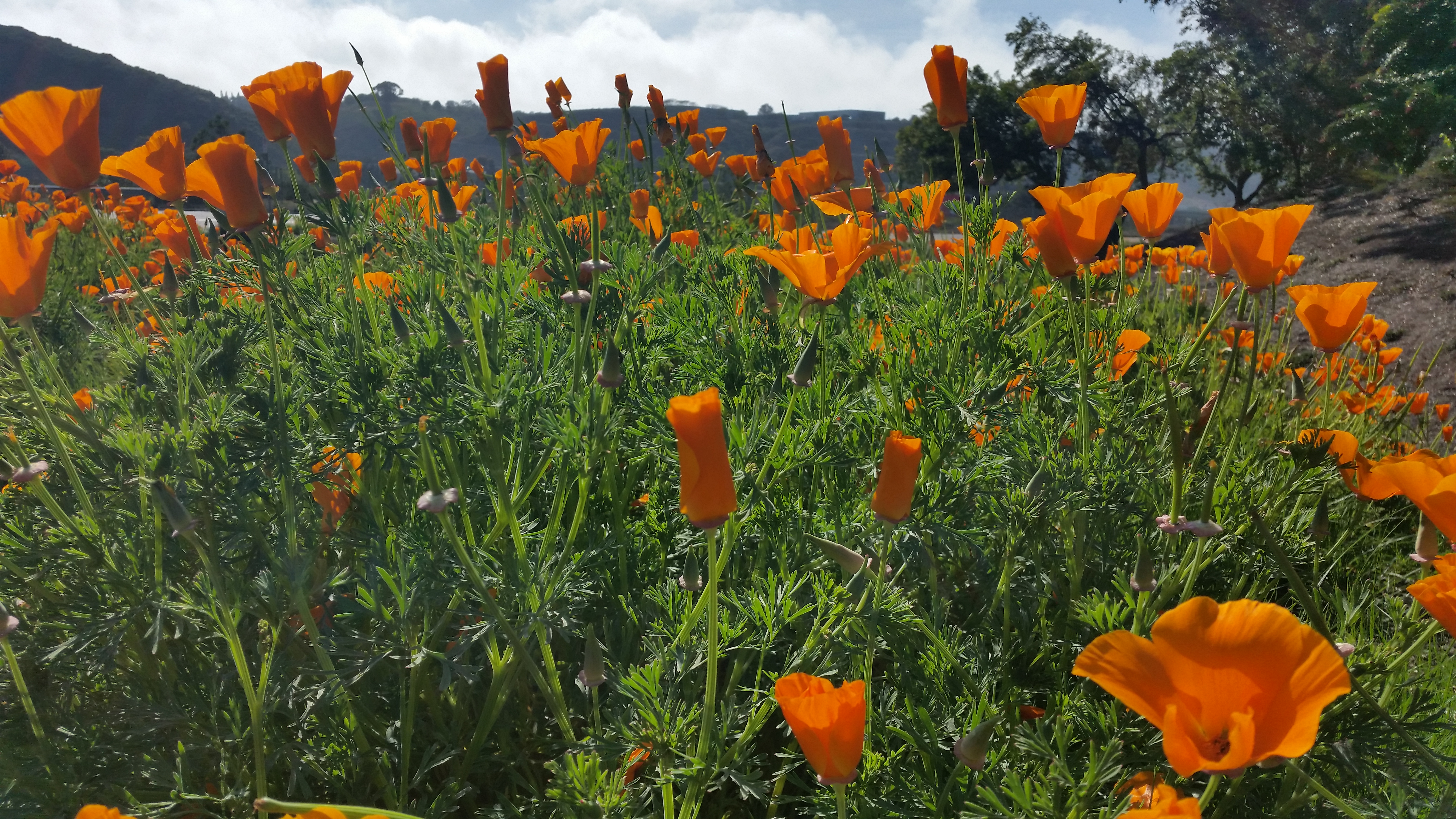
Vista de Golden Poppies en el lado norte de Lusk Boulevard, Sorreto Valley (San Diego).

Sorrento Valley es un barrio de San Diego, California, Estados Unidos. Sorrento Valley está localizado a 24 km al norte del centro de San Diego y su aeropuerto principal, Lindbergh Field. Al oeste de Sorrento Valley está Del Mar, al este Mira Mesa y al sur está La Jolla/University City.

## Economía
Sorrento Valley es sede de muchas compañías tecnológicas ya que es el centro Tecnológico de San Diego. Las compañías más importantes del barrio son Qualcomm, Texas Instruments, Pfizer y Websense.

## Transporte
Sorrento Valley es donde interceptan las autovías I-5 y la I-805. Además Sorrento Valley tiene una estación del San Diego Coaster, con trenes que conectan a Oceanside y el centro de San Diego

## Compañías importantes
- Sede corporativa de Qualcomm
- Sede corporativa de Chicken of the Sea
- Sony Online Entertainment
- Texas Instruments
- Sede corporativa de Websense
- Campus metropolitano de San Diego de la Universidad Webster
- Sede corporativa de TelCentris, Inc
- Quintiles
- Yahoo!

- Datos: Q7563690
- Multimedia: Sorrento Valley, San Diego / Q7563690